# Eine Zwangsehe
Eine Zwangsehe ist eine US-amerikanische Stummfilmkomödie aus dem Jahr 1919 von John Ince mit Viola Dana in der Hauptrolle. Der Film wurde von Screen Classics, Inc. produziert und von der Metro Pictures Corporation in den Verleih gebracht. Er basiert auf dem Theaterstück Please Get Married von James Cullen und Lewis Allen Browne.

## Handlung
Muriel Ashley ist mit Ferdinand Oliver Walton verlobt. Ferdinands Vater ist gegen die Heirat, während Muriels Eltern sie befürworten. Das Paar wird von dem etwas seltsamen Reverend Barton getraut, der in das Haus der Ashleys eindringt. 
Nachdem das frisch verheiratete Paar in die Flitterwochen aufgebrochen ist, entdeckt Ferdinands Vater, dass der Reverend ein Gauner ist. Er benachrichtigt das Hotel und die beiden jungen Eheleute werden des Hotels verwiesen. Sie kehren durch ein Fenster in die Hochzeitssuite zurück, doch im Hotel bricht ein Feuer aus und sie müssen fliehen. Wieder zu Hause erfahren sie, dass sie tatsächlich nicht verheiratet sind. Der „Geistliche“, der sie getraut hat, bricht erneut in das Haus ein und wird gefangen genommen. Rev. Dr. Jenkins identifiziert ihn jedoch als einen echten Geistlichen, der unter Gedächtnisverlust leidet, sodass sich die Ehe doch als legal herausstellt.

## Hintergrund
Die Flitterwochen-Szenen wurden in Long Beach gedreht.
Zeitgenössische Quellen waren sich nicht einig darüber, ob der Film fünf, sechs oder sieben Rollen lang ist.

## Veröffentlichung
Die Premiere des Films fand am 25. Oktober 1919 statt. Im Deutschen Reich kam er im Mai 1923 in die Kinos.